# Zwitserse Nationale Bank
Zwitserse Nationale Bank (Duits: Schweizerische Nationalbank (SNB); Engels: Swiss National Bank (SNB); Frans: Banque Nationale Suisse (BNS); Italiaans: Banca Nazionale Svizzera (BNS); Reto-Romaans: Banca Naziunala Svizra (BNS)) is de centrale bank van Zwitserland.
Als centrale bank is de SNB verantwoordelijk voor uitgifte van de Zwitserse frank. De SNB behoort niet tot het Europees Stelsel van Centrale Banken.